# ¿Y ahora qué, señor fiscal?
¿Y ahora qué, señor fiscal? és una pel·lícula de l'anomenat cinema quinqui, una coproducció hispano-mexicana dirigida el 1977 per León Klimovsky amb un guió d'Ignasi F. Iquino basat en la novel·la homònima de José Luis Martín Vigil. La censura va obligar a canviar el títol inicialment previst, Orgasmo sobre una muerta, i es va optar per conservar el del llibre. Fou rodada als voltants de Girona.

## Sinopsi
José és un jove que viu en un barri obrer acostumat a sobreviure enmig de grans dificultats. Un estiu coneix Paloma, una noia de família benestant. S'enamoren però la família d'ella s'hi oposa. La situació es complica quan Paloma es queda embarassada i José fa un robatori a casa d'un familiar de Paloma.

## Repartiment
- Valentín Trujillo - José
- Leticia Perdigón - Paloma
- Verónica Miriel - Rosa
- Ricardo Masip - El Mangas
- Joan Borràs - Paco